# Robert Capa

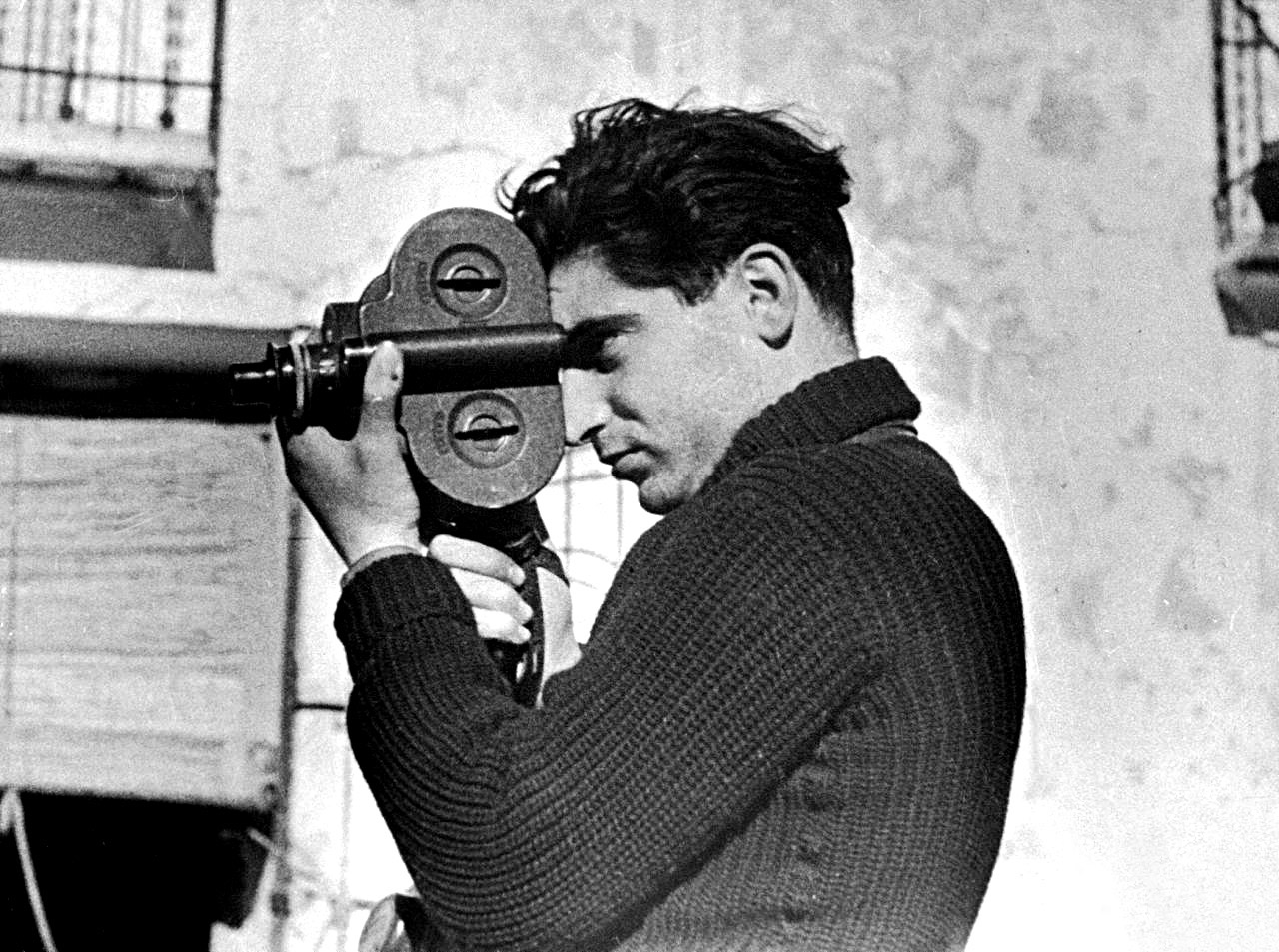
Endre Ernő Friedmann aka Robert Capa tijdens de Spaanse Burgeroorlog, mei 1937

Robert Capa, pseudoniem van Endre Ernő Friedmann (Boedapest, 22 oktober 1913 – Thái Bình, 25 mei 1954) was een Hongaars-Amerikaanse oorlogsfotograaf van Joodse komaf. Hij bracht verslag uit van vijf gewapende conflicten in de 20e eeuw: de Spaanse Burgeroorlog, de Tweede Chinees-Japanse Oorlog, de Tweede Wereldoorlog, de Arabisch-Israëlische Oorlog van 1948 en de Eerste Indochinese Oorlog.
Het pseudoniem 'Robert Capa' werd in 1934 bedacht door zijn geliefde, oorlogsfotografe Gerda Pohorylle, en was in eerste instantie vooral een merk, waaronder ook andere fotografen hun werk verkochten. Cápa, dat 'haai' betekent in het Hongaars, was een Amerikaans klinkende naam die hen toeliet niet als Joods geïdentificeerd te worden. Later ging Gerda voor zichzelf het pseudoniem 'Gerda Taro' gebruiken, en toen ze in 1937 op 26-jarige leeftijd sneuvelde, ging Friedmann alleen door onder de naam 'Robert Capa'.  
Friedmann was de tweede van drie zonen van een Hongaars-joodse familie. Ook zijn jongere broer, die zich Cornell Capa noemde, was fotograaf.

## Levensloop
Op jonge leeftijd verliet Friedmann Hongarije wegens zijn politieke betrokkenheid bij de linkse opposanten van de toenmalige dictator Miklós Horthy. Hij werd één keer gearresteerd (in 1931), waarna hij naar Duitsland emigreerde.
In Berlijn begon hij een journalistenopleiding aan de Hochschule für Politik en werkte hij eerst als fotolaborant en daarna als assistent fotografie bij een Duits fotopersbureau (Dephot). Dit startte zijn carrière als fotojournalist. In 1932 werden de foto's van zijn eerste opdracht (een toespraak van Leon Trotski in Kopenhagen) in de Zeitung gepubliceerd.
Nadat de fascisten aan de macht kwamen in 1933 verhuisde Friedmann wegens zijn Joodse afkomst eerst naar Wenen en daarna naar Parijs (1934). Daar leerde hij de Duitse fotografe Gerda Taro (Gerta Pohorylle van Pools-joodse afkomst) kennen, met wie hij niet alleen een samenwerking begon maar die ook zijn vriendin werd. Zij kozen het Amerikaans klinkende pseudoniem "Robert Capa" uit om hun beider foto's beter aan de man te kunnen brengen. Gerda Taro overleed in 1937, tijdens haar werk als (de eerste vrouwelijke) oorlogsfotograaf, nadat haar auto was aangereden door een terugtrekkende republikeinse tank in de buurt van de Spaanse stad Brunete. Na de dood van Gerda Taro (1910-1937), nam Friedmann de naam Robert Capa aan als zijn eigen naam, waarmee hij uiteindelijk internationaal bekend is geworden.

### Spaanse Burgeroorlog
Van 1936 tot 1939 verbleef Robert samen met Gerda Taro in Spanje om de Spaanse Burgeroorlog te documenteren vanuit het antifascistische kamp van de republikeinen. Hun foto's werden onder meer in het Amerikaanse tijdschrift Life gepubliceerd. Op 5 september 1936 maakte Capa de foto die later bekend werd als de "vallende soldaat" (officieel  "Loyalist Militiaman at the Moment of Death, Cerro Muriano, September 5, 1936"). De foto, een van de iconische beelden van de Spaanse Burgeroorlog, is altijd toegeschreven aan Robert Capa cq André Friedmann, maar is mogelijk door Gerda Taro genomen.

### "Loyalist Militiaman at the Moment of Death, Cerro Muriano, September 5, 1936"
Op de foto is een sneuvelende republikein te zien, mogelijk de anarchist Federico Borrell García. De foto werd voor het eerst gepubliceerd in het Franse tijdschrift VU op 23 september 1936 en is de bekendste oorlogsfoto aller tijden geworden. 
In de jaren 70 werd gesuggereerd dat de foto in scène was gezet en daardoor kwam een langdurige controverse op gang. Onderzoek in de jaren negentig bracht ten slotte aan het licht dat het toch om een authentieke opname gaat; de "vallende soldaat" werd (op basis van ander fotomateriaal, documenten en een getuigenis) geïdentificeerd als Frederico Borrell García.
De overlevering wil dat de Borrell García-foto gemaakt is bij het dorp Cerro Muriano in de provincie Córdoba op 5 september 1936 om ongeveer 13:00 uur lokale tijd (GMT + 1 uur). De verticale afbeelding, de slagschaduw tegen de helling en de lijn van García's hoofd naar het silhouet ervan vormen een gelijkzijdige driehoek. Dat is voldoende voor het construeren van een driehoekenpaar dat García bevat terwijl hij naar verondersteld mag worden schuins liep in de richting van de zon die met een azimut van 68 graden uit het plaatselijk zuiden stond. De lijn die García's hoofd verbindt met het silhouet tegen de heuvel met (buiten beeld) loopgraven heeft een berekende 30 gradenhelling met het horizontale vlak naar de horizon dat astronomisch evenwijdig is met de hemelequator. Wordt vervolgens zonshoogte voor Cerro Muriano gecontroleerd voor 13:00 uur lokale tijd, 12:00 GMT, dan wordt daarvoor 59 graden gevonden. Als een redelijke aanname mag dus gelden dat de opname vroeger dan wel later op de dag gemaakt is. Voor de bijbehorende tijdstippen worden 09:43 en 16:55 uur gevonden (de tijdvereffening voor de eenvoud daargelaten). In een biografisch artikel (APERTURE magazine,no.166,2002) van Richard Whelan staat dat García viel als eerste van twee geïdentificeerde strijders in de onmiddellijke omgeving van loopgraven tegen de hellingen van Las Malagueňas. Aangezien volgens getuigen (onder wie Mario Brotóns Jordá, die hem identificeerde) García sneuvelde omstreeks 5 uur in de middag moet de oplossing voor 16:55 uur (16:54 uur met toepassing van de tijdvereffening voor 5 september) representatief zijn. Indien ten slotte zons berekende hoogte voor 16:55 uur over Cerro Muriano wordt gevonden op 30 graden, wordt duidelijk dat de opnametijd nauwkeurig strookt met de helio-geografische configuratie van Cerro Muriano op het coördinatenpaar 4 grad 47'–W ; 38 grad–N voor 6 september 1936 om 15:55 GMT met zons azimut N–247–W. Dat maakt de foto hoogstens verdacht alléén voor wat betreft de afdruktijd met een maximum van 4 uur ten opzichte van het conservatieve tijdstip, gegeven nog de inherente onnauwkeurigheid van de grafische opmeting. Wat ook de uitkomst van de precieze tijdmeting zou kunnen zijn, de authenticiteit van de opname wordt daar niet door aangetast. Op 23 juni 2009 verscheen in een Nederlands dagblad een artikel waarin opnieuw twijfel over de oorspronkelijkheid van de foto wordt uitgesproken. De daar aangehaalde argumenten zijn onvoldoende krachtig zoals het "ontbreken van een hoofdwond". Zelfs op heel korte afstand is een hoofdwond door een inschot van grotere afstand niet of nauwelijks waarneembaar en zeker is dat het geval voor een bewegend onderwerp, indien het al een hoofdschot betrof: de soldaat draagt ervóór maar ook erna een veldmuts met kwast. Opnieuw, in 2009, wordt de foto, ditmaal voor wat de plaats van de opname betreft, onderwerp van discussie. Niet Cerro Muriano maar Espejo dat een veertigtal kilometers zuidelijker en iets oostelijker ligt, zou de plaats des onheils zijn. Inderdaad tonen recente vergelijkingsfoto's van de achtergrondomgeving overeenkomst met het landschap van Espejo. Voor het opnametijdstip wordt voor Espejo een historisch verwaarloosbaar verschil met 15:55 GMT gevonden, zodat berekening hier geen uitsluitsel geeft. Ook zou "bij toeval" een geweerschot van een "sluipschutter" doel getroffen hebben, juist op het moment dat Capa een soldaat García liet poseren, dan wel dat de fotograaf onvoorbereid pardoes afdrukte op het moment dat het geweerschot de doelloos van de helling hollende soldaat bereikte. Zoveel toevalligheden op een en hetzelfde tijdstip maken de bijbehorende conclusies uiterst onwaarschijnlijk. Wordt echter uitgegaan van een misverstand bij de identificatie van Borrell García dan is de veldmuts die na het schot op haar plaats blijft dé openingszet voor elke ensceneringstheorie.

### Tweede Wereldoorlog

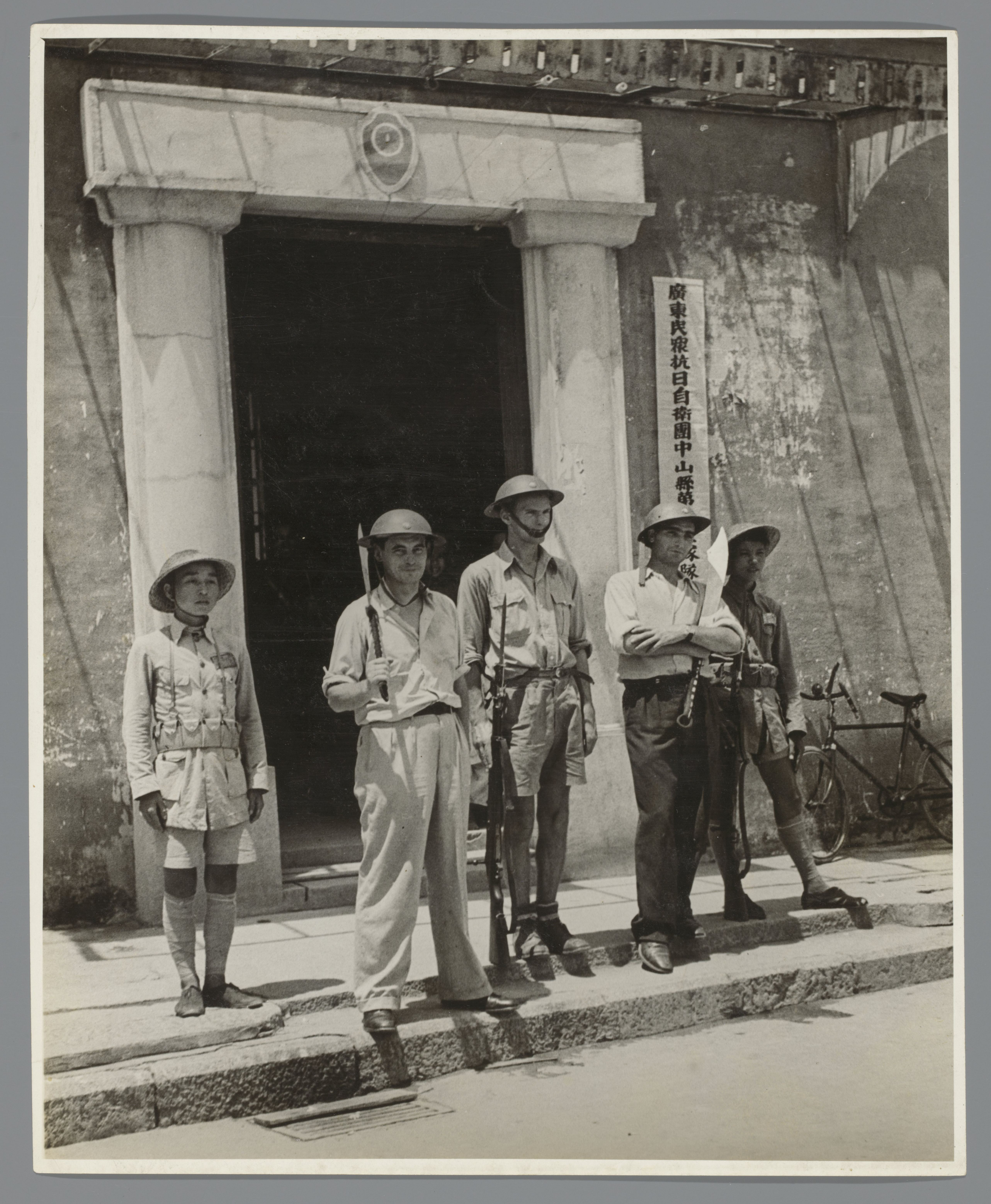
Joris Ivens, John Fernhout en Robert Capa met wapens poserend tussen twee Chinese militairen tijdens de Chinees-Japanse oorlog (1938)

Na het overlijden van Gerda Taro reisde Robert Capa in 1938 naar China en emigreerde een jaar later naar New York. Daar werkte hij voor het tijdschrift Collier's Weekly en later voor Life als oorlogsfotograaf in Europa. Hij kreeg nieuwe opdrachten dankzij de oorlog: hij werd naar verschillende fronten in Europa gestuurd om er verslag van uit te brengen, eerst voor het tijdschrift  Collier's Weekly, daarna voor Life.  Op dit moment had hij nog de Duitse nationaliteit (hij kreeg het Amerikaans staatsburgerschap in 1946), en was op die manier de enige "vijandelijke reporter" die verslag uitbracht aan de kant van de geallieerden. Omdat hij van joodse afkomst was, kon hij echter gemakkelijker reisvisa regelen in Europa. Capa's bekendste werk in de Tweede Wereldoorlog was de fotoreportage van de landing op Omaha Beach op 6 juni 1944 (D-Day), waar hij met de eerste aanvalsgolf mee aan land zwom gewapend met twee Contax II-camera's en verschillende filmrolletjes.
Van de 108 opnames die hij toen maakte zijn er echter slechts acht bewaard gebleven wegens een fout tijdens de ontwikkeling van de negatieven. Het verloren gaan van die opnamen wordt door sommige bronnen toegeschreven aan Larry Burrows.
Na de Tweede Wereldoorlog, in 1947, stichtte Capa samen met Henri Cartier-Bresson, David Seymour, William Vandivert en George Rodger het persfotoagentschap Magnum Photos.

### Eerste Indochinese Oorlog
Begin 1950 bevond Capa zich in Japan voor een fototentoonstelling waar Magnum Photos aan meewerkte. Daar werd hij door Life gevraagd fotoverslag uit te brengen van de Eerste Indochinese Oorlog in Zuidoost-Azië. Capa had eerder bezworen nooit meer aan een fotoverslag van een oorlog te beginnen, maar toch aanvaardde hij deze opdracht en voegde zich samen met twee andere Time-Life-journalisten (John Mecklin en Jim Lucas) bij een Frans regiment in het oorlogsgebied. Op 25 mei 1954 passeerde dat regiment een gevaarlijke zone die onder vijandelijk vuur lag, maar Capa besloot toch de auto even te verlaten om foto's te nemen van de troepenbeweging. Deze beslissing bleek fataal: Capa stapte op een landmijn waarbij hij zijn linkerbeen verloor en zware borstwonden opliep. Hij werd nog naar een veldhospitaal gebracht maar was bij aankomst daar al overleden.

## Werk in openbare collecties (selectie)
- Rijksmuseum Amsterdam[5]